# 레이드고탈란드

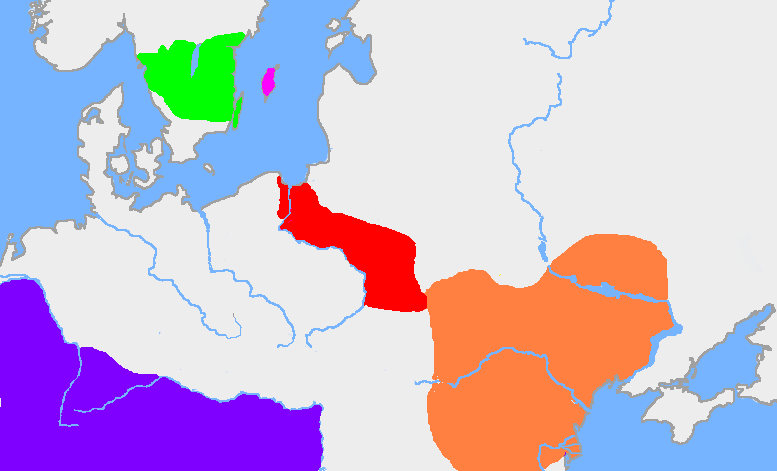
예탈란드(기트인의 땅)
고틀란드(구트인의 땅)
고디스칸자(3세기 초 빌바르크 문화권)
오이움(4세기 초 체르냐코프 문화권)
로마 제국의 최대 강역(기원후 117년)

레이드고탈란드(고대 노르드어: Reidgotaland) 또는 흐레이드고탈란드(고대 노르드어: Hreiðgotaland)는 스칸디나비아의 사가에서 고트족의 땅을 가리키는 말이다.
"흐레이드(hreiðr)"는 새의 둥지를 의미하는 것으로, 어쩌면 고트족이 여기저기 이주하면서 새로운 땅에 "둥지를 트는" 것을 빗댄 케닝그일 것으로 추측된다. 다만 "흐레이드-" 접두사에는 "아름다운", "위대한", "고귀한" 같은 뜻도 있다. "레이드(reið)는 "말 달리기", "여행"을 의미한다. 그리고 그 뒤의 "고탈"은 간단하게 고트족을 가리키는 것이다.
레이드고탈란드의 강역이 구체적으로 어디였는지는 문헌마다 제각각 다르다. Nordisk familjebok에서 열거되는 후보지는 다음과 같다.
1. 고틀란드섬
2. 스웨덴 예탈란드
3. 고디스칸자. 《헤르보르와 헤이드레크의 사가》에서는 오이움과 동일시되며 뮈르크비드를 경계로 훈족의 땅과 마주보고 있다.
4. 남유럽의 고트족 영토. 고대 영어 문헌 출전.
5. 덴마크와 스웨덴
6. 덴마크
7. 유틀란드

## 같이 보기
- 에르마나리크
- 고트인